# 2176 Donar
2176 Donar eller 2529 P-L är en asteroid i huvudbältet som upptäcktes den 24 september 1960 av den nederländsk-amerikanske astronomen Tom Gehrels och det nederländska astronomparet Ingrid van Houten-Groeneveld och Cornelis Johannes van Houten vid Palomarobservatoriet. Den är uppkallad efter det germanska namnet på den fornnordiska guden Tor.
Asteroiden har en diameter på ungefär 11 kilometer och den tillhör asteroidgruppen Koronis.